# Newyorška in newjerseyjska kampanja
Newyorška in newjerseyjska kampanja ali tudi Kampanja v New Yorku in New Jerseyeju  leta 1776 in zimski meseci leta 1777 so bili niz bitk za nadzor nad pristaniščem New Yorka in zvezno državo New Jersey, ki so potekale med britanskimi silami pod generalom Sir Williamom Howeom in kontinentalno vojsko pod generalom Georgeom Washingtonom. Howe je uspešno pregnal Washingtona iz države New Yorka, vendar je svoje dosege prekomerno razširil v New Jersey in končal kampanjo  januarja 1777 z le nekaj oporišči v bližini New York Citya pod britansko kontrolo. Britanci so zadrževali pristanišče New York do konca revolucijske vojne in ga uporabljali kot bazo za ekspedicije proti drugim ciljem.
Howe je nezadržano prispel na Staten Island 3. julija 1776, zbral je vojsko, ki je vključevala enote, ki so se umaknile iz Bostona marca po britanskem neuspehu zadržati to mesto skupaj z dodatnimi britanskimi vojaki in |hessenskimi vojaki, najetimi iz več nemških kneževin. Washingtonova kontinentalna vojska je vključevala vojake iz Nove Anglijea in regimente iz Trinajst kolonij južno do Virginije. Prispel je na Long Island avgusta, Howe je porazil Washingtona v največji bitki vojne v Severni Ameriki, toda kontinentalna vojska se je uspela reorganizirati in narediti urejen in skrivni umik v Manhattan še tisto noč po porazu pod zaveso teme in megle. Washington je doživel vrsto nadaljnjih porazov v Manhattnu, a je uspel zmagati v spopadu v "Bitki pri Harlem Heights in je na koncu uspešno umaknil svoje čete v White Plains, New York. Howe se je medtem vrnil v Manhattan in zajel tiste sile, ki jih je Washington pustil na otoku.
Washington in velika večina njegove vojske sta prečkala Hudson River v "Rockland County" in nato proti jugu v New Jersey, se umaknila čez zvezno državo in nato prečkala Delaware River v Pensilvanijo. Ob poti se je njegova vojska skrčila zaradi izteka obdobij vpisa, dezertacij in slabe morale. Howe je decembra naročil svojim vojakom, naj se namestijo v zimska bivališča in ustanovil verigo oporišč od New York City do "Burlingtona, New Jersey". Washington je, v velikem dvigu ameriške morale, zjutraj 26. decembra 1776 zagnal uspešen napad na garnizon v Trentonu, kar je povzročilo, da se je Howe umaknil s svojo verigo oporišč nazaj v New Brunswick in na obalo blizu New Yorka. Washington je v zameno vzpostavil svoj zimski tabor v "Morristownu, New Jersey"". Med naslednjimi zimskimi meseci in skozi preostanek vojne sta se obe strani pogosto spopadali okoli New York City in New Jersey, medtem ko so Britanci iskali hrano in oskrbo.
Britanija je obdržala nadzor nad New York City in nekaterimi okoliškimi ozemlji, dokler se vojna ni končala leta 1783, uporabljala pa jo je kot bazo za operacije drugod v Severni Ameriki. Leta 1777 je general Howe začel kampanjo za osvojitev patriotske prestolnice Filadelfije, medtem ko je general sir Henry Clinton prevzel poveljstvo nad območjem New Yorka, ko je general John Burgoyne vodil poskus pridobitve nadzora nad dolino reke Hudson, ko se je pomikal na jug iz province Quebeca in bil poražen pri Saratogi.

## Ozadje
Ko je ameriška revolucijska vojna izbruhnila aprila 1775, so bile britanske čete obkoljene v Bostonu. Premagali so sile patriotov v bitki pri Bunker Hill, pri čemer so utrpeli zelo visoke izgube.  Ko so novice o tej dragi britanski zmagi dosegle London, sta general William Howe in lord George Germain, britanski minister odgovoren za ameriške kolonije ugotovila, da je potrebno izvesti "odločno dejanje" proti New York Cityu, pri čemer sta uporabila sile iz celotnega Britanskega imperija ter vojake, najetih iz manjših nemških držav.
Washington, ki je bil imenovan za vojaškega poveljnika Kontinentalne armade s strani drugega kontinentalnega kongresa v Filadelfiji, je ponovil občutke drugih v kongresu, da je New York "postojanka neskončnega pomena" in je začel nalogo organizacije vojaških enot na območju New Yorka, ko se je ustavil na poti iz Filadelfije, da prevzame poveljstvo nad obleganjem Bostona. Januarja 1776 je Washington naročil generalu Charlesu Leeju, naj zbere čete in prevzame poveljstvo nad obrambo New Yorka. Lee je dosegel nekaj napredka pri obrambi mesta, ko je v poznem marcu prišla novica, da je britanska vojska zapustila Boston, potem ko je Washington grozil iz višav južno od mesta z bombardiranjem. Ker je bil zaskrbljen, da se general Howe neposredno nagiba proti New Yorku, je Washington pohitel z regimenti iz Bostona, vključno z generalom Israel Putnamom, ki je poveljeval vojakom, dokler ni Washington sam prispel sredi aprila. Na koncu aprila je Washington poslal generala Johna Sullivana s šestimi regimenti na sever, da okrepi osipajočo se kampanjo v Quebecu.
General Howe je namesto da bi se pomaknil proti New Yorku, umaknil svojo vojsko v Halifax v Novi Škotski in se pregrupiral, medtem ko so se transporti, polni britanskih vojakov, poslani iz baz po Evropi in namenjeni za New York, začeli zbirati v Halifaxu. Junija je Howe odplul proti New Yorku s 9.000 možmi, preden so prispeli vsi transporti. Nemške enote, predvsem iz Hesse-Kassela in britanske enote iz Henry Clintonove neuspešne ekspedicije v Karolini, naj bi srečale Howeovo floto, ko bi prispela v New York. Brat generala Howeja, admiral Howe, je prispel v Halifax z dodatnimi transporti potem, ko je general odplul in mu takoj sledil.
Ko je general Howe prispel v zunanje pristanišče New Yorka, so ladje začele pluti po nebranjeni ožini med Staten Islandom in Long Islandom 2. julija ter začele izkrcavati vojake na nebranjene obale Staten Islanda. Washington je od ujetnikov izvedel, da je Howe izkrcal 10.000 vojakov, a je čakal na prihod še 15.000. General Washington, z manjšim vojaškim spremstvom okoli 19.000 mož, ni imel pomembnih vojaških obveščevalnih podatkov o britanskih silah in načrtih ter ni bil prepričan, kje v okolici New Yorka so se Howovi možje nameravali izkrcati. Zato je razdelil Kontinentalno armado med utrjene položaje na Long Islandu, Manhattanu in v celinskih lokacijah, in tudi vzpostavil "leteči tabor" v severnem New Jerseyju, ki je bil namenjen kot rezerva, ki bi lahko podprla operacije kjerkoli ob New Jerseyjski strani reke Hudson.

## Zasedba New Yorka
Brata Howe sta dobila pooblastilo kot mirovna komisarja s strani britanskega parlamenta z omejenimi pooblastili za iskanje mirne rešitve konflikta. Kralj Jurij III. ni bil optimističen glede možnosti za mir, vendar je dejal: "vendar menim, da je prav, da se to poskuša, medtem ko se vsak akt moči neprekinjeno izvaja". Njuna pooblastila so bila omejena na podeljevanje "splošnih in posebnih pomilostitev" ter "posvetovanje z morebitnimi podložniki njegovega veličanstva". Dne 14. julija, skladno s temi pooblastili, je admiral Howe poslal sporočilo z pismom naslovljenim na "George Washington, Esq.". Washingtonov pomočnik Joseph Reed je vljudno obvestil glasnika, da nikogar s tem naslovom ni v njihovi vojski. Pomočnik admirala Howa je napisal, da "the Punctilio of an Address" (pretirana formalnost naslova) ne bi smela preprečiti dostave pisma, Howe pa je bil po poročanju vidno razburjen zaradi zavrnitve. Druga prošnja, naslovljena na "George Washington, Esq., itd." je bila prav tako zavrnjena, čeprav so sporočitelju povedali, da bo Washington prejel enega izmed Howeovih pomočnikov. Na tem brezplodnem srečanju, ki je potekalo 20. julija je Washington opozoril, da omejena pooblastila, ki so bila dana bratoma Howe niso bila preveč koristna, saj uporniki niso storili nobene krivice, ki bi zahtevala amnestijo.
Konec avgusta so Britanci prepeljali približno 22.000 mož, vključno z 9.000 hessijskimi najemniki z Staten Islanda na Long Island. V "bitki pri Long Islandu" 27. avgusta so Britanci z bočnim manevrom zaobšli ameriške položaje in jih vrnili nazaj v njihove utrdbe na "Brooklyn Heights, New York". General Howe je nato začel oblegati utrdbe, vendar je Washington spretno uspel izvesti nočni umik čez njegov nezaščiten hrbet preko East River na otok Manhattan. Howe se je nato zaustavil, da bi utrdil svoj položaj in premislil o svojem naslednjem koraku.
Med bitko pri Long Islandu so Britanci ujeli generala Johna Sullivana. Admiral Howe ga je prepričal, da pošlje sporočilo Kongresu v Filadelfiji in ga izpustil na parolo. Washington mu je prav tako dal soglasje in 2. septembra je Sullivan obvestil Kongres, da želita brata Howe izvajati pogajanja in sta bili pooblaščeni za širša pooblastila, kot sta jih dejansko imela. To je povzročilo diplomatski problem za Kongres, ki ni želel biti viden kot agresiven, kar so nekateri predstavniki čutili da bi neposredna zavrnitev prošnje prikazala v javnosti. Posledično je Kongres pristal, da pošlje komisijo, da se sestane z bratoma Howe v potezi, za katero niso verjeli, da bo prinesla kakršen koli rezultat. 11. septembra sta se |brata Howe sestala z Johnom Adamsom, Benjaminom Franklinom in Edwardom Rutledgom na "Staten Island Peace Conference". Stališča obeh skupin na trojnem srečanju so bila nezdružljiva.
Washington, ki je prej prejel ukaz Kontinentalnega kongresa, da zadrži New York City, je bil zaskrbljen, da bi lahko ušel iz ene pasti v drugo, saj je bila vojska še vedno ranljiva za obkolitev na Manhattnu. Da bi ohranil odprte poti za pobeg proti severu, je v mesto poslal 5.000 vojakov (ki so takrat zasedli le spodnji del Manhattna) in preostanek vojske odpeljal v "Harlem Heights". V prvi zabeleženi uporabi podmornice v vojni so poskusili nov napad na kraljevo mornarico, ko so uporabili podmornico Turtle v neuspelem poskusu, da potopi ladjo "HMS|Eagle", poveljniško ladjo admirala Howa.
15. septembra je general Howe izkrcal približno 12.000 ljudi na spodnji Manhattan ter hitro prevzel nadzor nad New Yorkom. Američani so se umaknili v Harlem, kjer so naslednji dan spopadli, vendar so zadržali svoj položaj. Namesto da bi znova poskusil izgnati Washingtona iz njegove močne pozicije, se je Howe znova odločil za bočni manever. Izkrcali so vojsko z nekaj odpora oktobra v "Westchester County, New York" čez Harlem River in severno od Manhattna, spet je skušal obkrožiti Washingtona. Da bi se branil pred tem manevrom, je Washington umaknil večino svoje vojske v "White Plains, New York", kjer se je |po kratkem boju 28. oktobra umaknil še bolj severno. Umik Washingtonovih sil je bil olajšan zaradi goste megle, ki je prikrila njihovo gibanje britanskim vojakom. To je izoliralo preostale vojake kontinentalne vojske v zgornjem Manhattnu, zato se je Howe vrnil na Manhattan in zasedel Fort Washington sredi novembra, s tem da je ujel skoraj 3.000 mož.
Štiri dni pozneje, 20. novembra, je Fort Lee čez Hudson River prav tako padel. Washington je prestavil veliko svoje vojske čez Hudson v New Jersey, vendar je bil takoj prisiljen v umik zaradi agresivnega napredovanja Britancev.
General Howe, po konsolidaciji britanskih položajev okoli pristanišča New York, je odredil 6.000 ljudi pod poveljstvom dveh svojih samosvojih častnikov Henryja Clintona in Hugha, grof Percya, da zavzameta "Newport, Rhode Island" in njegovo strateško pristanišče na vzhod čez "Long Island Sound" (kar sta brez nasprotovanja storila 8. decembra), medtem ko je poslal generala Lord Cornwallisa, da zasleduje Washingtonovo vojsko čez New Jersey. Američani so se v začetku decembra umaknili čez Delaware River v Pensilvanijo.

## Reakcije
Izgledi kontinentalne vojske — in posledično ameriške revolucije same — so bili mračni."To so časi, ki preizkušajo duše ljudi," je napisal Thomas Paine v delu The American Crisis.  Washingtonova vojska je upadla na manj kot 5.000 mož primernih za službo in bi se še znatno zmanjšala po izteku rekrutacij ob koncu leta.  Morala je bila nizka, podpora je usihala, in kongres je zapustil Filadelfijo, ker se je bal britanskega napada.  Washington je naročil nekaterim vojakom, ki so se vrnili iz neuspešnega napada na Quebec, da se mu pridružijo, prav tako je pozval tudi poveljnika Leeja, katerega enota je bila na severu od New Yorka, da pride k njemu.  Lee, katerega odnos z Washingtonom je bil občasno težaven, je iskal izgovore in je potoval le do "Morristowna, New Jersey". Ko se je Lee preveč odmaknil od svoje vojske 12. decembra, so njegovo izpostavljeno mesto izdali lojalisti, britanska četa pod poveljstvom polkovnika Banastre Tarletona pa je obkolila gostišče, kjer je bival, in ga ujela. Leejevo poveljevanje je prevzel John Sullivan, ki je dokončal marširanje vojske do Washingtonovega tabora čez reko do "Trentona, New Jersey|Trentona". 
Ujetje Leeja je bratoma Howes predstavljalo problematičnega ujetnika. Kot pri številnih drugih voditeljih kontinentalne vojske je tudi on prej služil v britanski vojski. Zaradi tega sta ga Howesa sprva obravnavala kot dezerterja z grožnjami vojaške kazni. Vendar je Washington posredoval, povezujoč Leejevo obravnavo z obravnavo ujetnikov, ki so jih pridrževali Američani. Lee je bil na koncu dobro obravnavan in očitno je britanskim poveljnikom ponudil nasvete, kako zmagati v vojni.  Ker Američani niso imeli ujetnika primerljivega ranga, je Lee ostal ujet v New Yorku do leta 1778, ko so ga zamenjali za Richarda Prescotta. 
Neuspeh kontinentalne vojske pri okupaciji New Yorka je prav tako povzročil porast aktivnosti lojalistov, saj je mesto postalo zatočiše beguncem, podpornikom krone iz drugih delov regije. Britanci so zato aktivno rekrutirali v New Yorku in New Jerseyju, da bi oblikovali regimente lojalistične milice, z nekaj uspeha. Lojalisti v teh območjih so bili morda motivirani, ker so videli elemente uporniške vojske, kako se vračajo domov po koncu njihovih rekrutacij.  En voditelj newyorške patriotske milice je napisal, da se je trideset njegovih moških, namesto da bi se ponovno vpisali k njemu, raje pridružilo sovražniku.  30. novembra je admiral Howe ponudil amnestijo vsakomur, ki je vzel orožje proti kroni, pod pogojem, da ji obljubijo zvestobo. Washington se je odzval z lastnim razglasom, v katerem je predlagal, naj tisti, ki se takim prisegam niso odpovedali, nemudoma odidejo za britanske črte.   Kot rezultat je New Jersey postal civilno bojišče, dejavnost milic pa je trajala skupaj z vohunjenjem in nasprotnim vohunjenjem do konca vojne. 
Novice o zasedbi New Yorka so bile pozitivno sprejete v Londonu, admiral Howe je prejel "Order of the Bath" za svoje delo.  Ob združitvi z novicami o uspešni obrambi Quebeca so okoliščine britanskim voditeljem sugerirale, da bi se vojna lahko končala še z enim letom kampanje.  Novice o amnestijski izjavi admirala Howa so bile sprejete z nekoliko presenečenja , saj so bili njeni pogoji milejši, kot so pričakovali v trdi liniji britanske vlade. Politiki, ki so nasprotovali vojni, so opozorili, da razglasitev ni omenila primarnosti britanskega parlamenta. Poleg tega sta bila brata Howe kritizirana, ker nista obveščala parlamenta o različnih prizadevanjih za mir, ki sta jih začela.

## Howejeva strategija
[Howe] je zaprl oči, bojeval svoje bitke, pil svojo steklenico, imel svojo malo vlačugo, svetoval s svojimi svetovalci, prejemal ukaze od Northa in Germaina  (eden bolj absurden od drugega).

— General Charles Lee o generalu Howu
Ko se je kampanja očitno bližala koncu sezone, so Britanci vzpostavili verigo opazovalnih točk v New Jerseyju, ki je segala od "Perth Amboy, New Jersey" do "Bordentown, New Jersey" in vstopili v zimska bivališča. Obvladovali so pristanišče New York in velik del New Jerseyja ter bili v dobrem položaju, da nadaljujejo operacije spomladi, z uporniško prestolnico Filadelfijo na dosegu roke. Howe je poslalgenerala Clintona z 6.000 dodatnimi možmi, da zasede Newport kot bazo za prihodnje operacije proti Bostonu in Connecticutu. Howe je nato v pismu Lordu Germainu orisal kampanjo za naslednje leto: 10.000 mož v Newportu, 10.000 za ekspedicijo v Albany (da bi se srečali z vojsko, ki se bo spuščala iz Quebeca), 8.000 za prečkanje New Jerseyja in grožnjo Filadelfiji ter 5.000 za obrambo New Yorka. Če bi bile na voljo dodatne tuje sile, bi se prav tako lahko razmislilo o operacijah proti južnim državam.

## Protiudarec v New Jerseyju
Medtem, ko je skrbel, kako bi obdržal svojo vojsko skupaj, je Washington organiziral napade na relativno izpostavljene britanske opazovalne točke, ki so bile nenehno pod pritiskom zaradi neprestanih vdora milice in vojske. Nemška poveljnika Carl von Donop in Johann Rall, katerih brigadi sta bili na koncu verige utrjenih britanskih izpostav ter sta bili pogosti cilji teh napadov, vendar so bila njuna ponavljajoča se opozorila in prošnje za pomoč od generala Jamesa Granta zavrnjeni.
Sredi decembra 1776 je Washington načrtoval dvojni napad na Rallovo bivališče v Trentonu, s tretjim odvračilnim napadom na Donopovo opazovalno točko v "Bordentown, New Jersey". Načrtu je pomagala naključna prisotnost milice, ki je odvlekla Donopovo celotno silo 2.000 mož južno od Bordentowna, kar je privedlo do "bitke pri Iron Works Hill" v Mount Holly 23. decembra. Posledica te akcije je bila, da Donop ni bil v položaju, da bi pomagal Rallu, ko se je Washingtonov napad na Trenton zgodil. Washington in 2.400 mož sta po tihem prečkala reko Delaware in v "bitki pri Trentonu" presenetila Rallovo enoto zjutraj 26. decembra v bitki od ulice do ulice, ubijajoč ali zajemajoč skoraj 1.000 hessijskih najemnikov. Ta akcija ne le da je znatno dvignila moralo vojske; prav tako je privedla do tega, da je Cornwallis zapustil New York. Ponovno je sestavil vojsko, večjo od 6.000 mož in večino njih poslal proti položaju, ki ga je Washington prevzel južno od Trentona. Pustil je garnizijo 1.200 mož  pri "Princeton, New Jersey", nato pa je v "bitki pri potoku Assunpink" napadel Washingtonov položaj 2. januarja 1777 in bil trikrat odbit, preden se je spustila tema. Med nočjo je Washington še enkrat po tihem premaknil svojo vojsko, obšel Cornwallisovo in nameraval napasti princetonsko garnizijo. 
3. januarja je Hugh Mercer, ki je vodil ameriško napredovanje, naletel na britanske vojake iz Princetona pod poveljstvom Charlesa Mawhooda. Britanske čete so napadle Mercerja in v "bitki pri Princetonu" je bil Mercer smrtno ranjen. Washington je poslal okrepitve pod poveljstvom generala Johna Cadwaladerja, ki so uspele pregnati Mawhooda in Britance iz Princetona, mnogi pa so zbežali k Cornwallisu v Trenton. Britanci so v bitki izgubili več kot četrtino svojih sil, ameriška morala pa je po zmagi še narasla. To obdobje, od 25. decembra 1776 do 3. januarja 1777, je postalo znano kot "Deset odločilnih dni".
Porazi so prepričali generala Howa, da je umaknil večino svoje vojske iz New Jerseyja, tako da so ostali le še stražarski položaji v New Brunswiku in "Perth Amboyu, New Jersey". Washington je vstopil v zimske prostore v Morristownu, potem ko je ponovno prevzel večino države od Britancev. Vendar so bile dobave za obe vojski omejene, poveljniki na obeh straneh so poslali skupine, da so iskali hrano in druge potrebščine. V naslednjih nekaj mesecih so se vključili v ti. "vojno oskrbe", v kateri je vsak napadal oskrbovalne skupine nasprotne strani. To je povzročilo številne spopade in manjše konfrontacije, vključno z "bitko pri Millstone". Britanci so si tudi med seboj očitali glede oskrbe. Lord Percy je odstopil od poveljstva po vrsti nesoglasij z Howom, ki so dosegle vrhunec glede zmogljivosti Newportove garnizije za zagotavljanje oskrbe silam v New Yorku in New Jerseyju.

## Posledice
Britanci so pridobili nadzor nad pristaniščem New Yorka in okoliškimi kmetijskimi območji ter zadržali New York City in Long Island do konca vojne leta 1783. Američani so utrpeli znatne izgube in izgubili pomembne količine materijala, vendar je Washington uspel obdržati jedro svoje vojske in se izogniti odločilnemu spopadu, ki bi lahko končal vojno. Z drznimi potezami v Trenton in Princeton je ponovno pridobil pobudo in okrepil moralo. Območja okoli New York Cityja v New Yorku, New Jerseyju in Connecticutu so bila nenehno bojišče do konca vojne.
Prva poročila, ki jih je general Howe poslal svojim nadrejenim v Londonu glede bitk v Trentonu in Princetonu so poskušala zmanjšati njihov pomen, obtožujoč Ralla za Trenton in poskušajoč Princeton preoblikovati v skoraj uspešno obrambo. Nekaterim njegovo poročilo ni bilo všeč, še zlasti ne lordu Germainu. V pismu hessijskemu generalu Leopoldu Philipu von Heisterju je Germain napisal, da "je častnik, ki je poveljeval [silam v Trentonu] in kateremu lahko pripišemo to nesrečo, izgubil življenje zaradi svoje nepremišljenosti." Heister je moral nato poročati o izgubi svojemu vladarju, Frederickz II, Landgrave of Hesse-Kassel in to z novicami, da ne le, da je bila izgubljena celotna brigada, temveč tudi šestnajst regimentalnih barv in šest topov. Novica naj bi Fredericka razjezila, ki je neposredno predlagal, da se Heister vrne domov (kar je tudi storil) ter predal poveljstvo nad hessijskimi silami Wilhelmu von Knyphausenu. Frederick je prav tako naročil obsežne preiskave o dogodkih iz leta 1776, ki so potekali v New Yorku od 1778 do 1782. Te preiskave so ustvarile edinstven arhiv gradiva o kampanji.
Novice o Washingtonovih uspehih so dosegle Pariz ob kritičnem času. Britanski veleposlanik v Francoskem kraljestvu, David Murray, 2. grof Mansfield, je pripravljal pritožbe na francoskega zunanjega ministra, Charlesa Gravierja, comte de Vergennes, glede polskrivne finančne in logistične podpore, ki jo je Francija dajala ameriškim revolucionarjem. Murray je izvedel, da naj bi bile zaloge, namenjene Ameriki, poslane pod francoskimi zastavami, medtem ko so jih prej pošiljali pod ameriškimi barvami. Napisal je, da je francoski dvor izredno zadovoljen z novicami in da se je francoska diplomatska pozicija opazno okrepila: "da je M. de Vergennes v srcu željan uspeha upornikov, o tem nimam niti kančka dvoma."

## Naslednji koraki
Britanci so načrtovali dve veliki operaciji za kampanjo leta 1777. Prva je bila ambiciozen načrt za prevzem nadzora nad dolino reke Hudson, katerega osrednji udarec je bil premik ob jezeru Champlain s strani vojske iz Quebeca pod generalom Johnom Burgoynom. Izvedba tega načrta je na koncu spodletela, kar je končalo s predajo Burgoynejeve vojske pri "Saratogi, New York", oktobra. Druga operacija je bila načrt generala Howea za osvojitev Philadelphie, ki je, po težkem začetku, uspela septembra.
Washingtonova strategija v letu 1777 je ostala predvsem defenzivna. Uspešno je odbil poskus Howa, da bi ga vpeljal v splošno vojaško soočenje v severnem New Jerseyju, vendar mu ni uspelo preprečiti Howeovega kasnejšega uspeha pri osvojitvi Filadelfije. Poslal je materialno pomoč generalu Horatio Gatesu, ki je imel nalogo obrambe proti Burgoynejevim premikom. Generalmajor Benedict Arnold in Daniel Morganovi strelci so odigrali pomembno vlogo pri porazu Burgoyneja, po katerem je Francija vstopila v vojno.

## Zapuščina
V urbanih okoljih Manhattan, Brooklyn, Bronx, "Westchester County, New York" in "Trenton, New Jersey" so postavljene plošče in drugi spomeniki, ki obeležujejo dejanja, ki so potekala v in okoli teh lokacij.  "Princeton Battlefield" in "Washington's Crossing" sta "National Historic Landmarka", z državnim parkom, ki ohranja vse ali del lokacij, kjer so se dogodki te kampanje zgodili. "Morristown National Historical Park" ohranja lokacije, ki so jih zasedale kontinentalne čete v zimskih mesecih na koncu kampanje.
Ko bo slavna vloga, ki jo je imela vaša ekscelenca v tem dolgem in napornem boju stvar zgodovine, bo slava pobrala vaše najsvetlejše lovorike raje z bregov Delawara kot z obrežij Chesapeake Baya.— Cornwallis, Washintgtonu po večerji z njim po obleganju Yorktowna, 1781